# Klement Vismara
Klement Vismara (Agrate Brianza, 6. rujna 1897. – Mong Ping, 15. lipnja 1988.), talijanski svećenik, misionar i blaženik.

## Životopis
Klement je rođen 6. rujna 1897. u Agrate Brianzi u Italiji. S osam godina je ostao siroče bez roditelja te su o njemu brigu preuzeli rođaci. Sa 16 godina otišao je u sjemenište u Sevesu. Za vrijeme Prvog svjetskog rata ratovao je na talijanskim bojištima te je 1916. otpušten iz vojske s najvišim odličjima. Nakon vojske nastavio se školovati u Milanu pri Papinskom zavodu za vanjske misije gdje je i zaređen za svećenika 1923. godine.Odmah nakon ređenja odlazi u Burmu kako bi učio engleski jezik i lokalne dijalekte. 
U misiju u Mong Lin krenuo je godinu dana poslije. Nakon što je ustanovio misiju počeo je sa svojim predanim radom. Nakon smrti čak šest mladih svećenika, ostao je sam u misiji. Godine 1941. ga je uhitila Britanska vojska jer je pripadao neprijateljskoj naciji. S njim su uhitili još 12 talijanskih misionara. Nakon što su Japanci zauzeli Burmu sljedeće godine, svi su misionari oslobođeni te su se vratili u svoje misije. Zbog potreba otvorio je sirotište te radio za japansku vojsku. 
Nakon što je 1962. na vlast došli novi socijalisti odlučili su protjerati sve misionare koji su stigli na te prostore nakon 1948. godine. Preminuo je 1988. godine u Mong Pingu, još jednoj njegovoj misiji. Blaženim ga je 26. lipnja 2011. proglasio papa Benedikt XVI.